# アウグスト・ヴァイスマン
 フリードリヒ・レオポルト・アウグスト・ヴァイスマン（Friedrich Leopold August Weismann, 1834年1月17日 - 1914年11月5日）は、ドイツの動物学者。
オーギュスト・ワイスマンなどとも表記される。フライブルク大学動物学研究所所長。
専門は発生学・遺伝学。エルンスト・マイアは彼をチャールズ・ダーウィンに次いで19世紀で2番目に重要な進化理論家であり、同時に自然選択を実験的に検証しようとした最初の一人であり、熱烈なナチュラリストでもあったと表現した。

## 生涯
古典と神学を学んだ高校教師の父親ヨハン・コンラート・ヴァイスマンと市議会議員の娘である母エリーザの元に、フランクフルト・アム・マインで生まれた。19世紀の典型的な上流階級の教育を受け、4歳から音楽を、14歳からは絵とスケッチのレッスンを受けた。彼のピアノの教師は熱心な蝶のコレクターで、蝶や青虫の収集を彼に教えた。しかし自然科学を学ぶことは彼の将来の仕事とは関係がないと見なされ、家族の友人フリードリッヒ・ヴェーラーからは薬学の勉強を勧められた。16歳の時に母エリーザが亡くなり、その遺産によってゲッティンゲン大学で学ぶことができた。1856年に卒業すると人体における馬尿酸の合成に関する論文を書いた。
卒業後にロストックの都市病院で助手の職を得た。その後病院と博物館で学ぶためにウィーンに留学し、医師の資格を取って卒業した。1859年にオーストリアとフランス・イタリア間に第二次イタリア独立戦争が起きると、ヴァイスマンは軍医として従軍した。休暇の間には当時オーストリア領であった現在の北イタリアやチロル地方を巡った。
戦後、パリでサバティカルを送った後、ギーセン大学でルドルフ・ロイカルトとともに働いた。1861年から1863年まで追放されたオーストリア大公の一族ステファンの個人医としてフランクフルトに戻った。1863年からフライブルク大学で講師、1865年から教授、1873年から1911年まで動物学研究所の所長を務めた。この間の1879年には、後に作曲家になる息子ユリウス・ヴァイスマンが生まれている。1912年に引退、1914年にフライブルクで死去した。

## 進化生物学への貢献
1868年にフライブルク大学で就任講義にダーウィニズムを選んだときから、この理論を非常に重要なものと見なしていた。彼が進化の分野に踏み込んだときに最初に取り組んだのは、代替理論としてのキリスト教の創造論であり、著作『ダーウィン理論の擁護に関して』では、創造説と進化論を比較した。そして、多くの生物学的現象が進化論の枠組みの中には綺麗に収まるが、創造の結果であるとするなら多くが謎のまま残されると結論づけた。
続いてヴァイスマンは進化を天文学の原理的な仮定（例えば地動説）と同じように、事実であると認める。遺伝メカニズムと遺伝が進化に果たす役割についてヴァイスマンの姿勢は幾度かかわった。

### 1868年 - 1882年
ヴァイスマンはチャールズ・ダーウィンをはじめとした他の19世紀の科学者の多くと同じように、観察される一つの種の個体の変異はダーウィンの用語の「毛変わり（Sports, 突発的な個体変異）」の遺伝の結果だと考えるところからスタートした。1876年の著作では彼は種の変化が環境の変化の直接の結果だと考えた。彼はこう書いた。「もしあらゆる変異が外部の状態への反応であるなら、発生の系統からの遺伝の逸脱として、進化は環境の変化無しには起きないはずである」。これは結果的に現在の進化の概念に近い。しかしヴァイスマンも器官の用不用という古典的なラマルク主義のメタファーを使用した。またこの時期には反復説を完全に受け入れており、昆虫の幼虫の模様を系統発生が歪んで現れたものとして説明した。しかし1882年後半にはこれを選択の結果として説明し直した。
種分化に関する議論では、地理的隔離が不要で同所的種分化は起きえると主張していた。ヴァイスマンは個体変異と地理的変種を区別しなかったために、多型の存在（性的二型でさえ）を同所的種分化の根拠と見なした。目的論的進化観についての議論では、生気論と定向進化説を経験的に証明不可能であるとして反対した。

### 1882年 - 1895年
ヴァイスマンが獲得形質を最初に否定したのは1883年に行われた「遺伝について」と題された講義であった。彼は創造対進化に関する論文と同じように、どちらの理論でも個別の例を説明しようと試みた。例えばどのようにアリの不妊カーストの存在は、獲得形質の遺伝で説明できるのか。一部の昆虫の繁殖のように一生に一度しかない行動がどのようにして用不用で形作られるのか。これらは生殖質理論でなら説明が可能である。
ヴァイスマンはダーウィンのオリジナルの用不用の喩え、例えば家畜の水鳥は退化した翼とより強靱な足を持つ傾向を用い、自然選択で十分に説明可能であると論じた。しかしヘビの四肢の退化や洞窟魚の目の退化のような例は用不用説を説得的に支持するように見え、同時代の人々を転向させることができなかった。
ヴァイスマンはこの時期に強固な選択万能論者に転向した。彼は生物の全ての特徴が自然選択によって形作られると宣言した。それでも実際には、中立的な形態が存在することを認めていた。また後には適応が完全をもたらすのではなく、様々な制約が存在することを論じた。
この時期には跳躍説を批判している。生物の個体は多くの共適応を持っており調和して存在している。彼は唐突な変遷は種を存続できなくすると考えた。これは倍数化を例外として現代の視点とほぼ同じである。メンデルの再発見の後、突然変異が跳躍説の根拠と見なされた時期にも継続して跳躍説に反対した。

### 1896年 - 1910年
ヴァイスマンはウニの卵の発生を研究し、観察した二つの異なる細胞分裂を「赤道分裂」と「減数分裂」と名付けた。彼の生殖質論は多細胞生物が遺伝によって伝えることのできる情報を持つ生殖細胞と、身体の機能を実行する体細胞からなると主張する。生殖細胞は個体の生涯の間に起こる環境の変化、学習、形態上の変化いずれの影響も受けない。これらの変化は毎世代ごとに失われる。そして父親の遺伝情報と母親の遺伝情報は融合せず、減数分裂によってまた二つに分けられる。この明確な粒子遺伝の仮定は、カール・エーリヒ・コレンスによれば、メンデル遺伝学の基礎となった。

## 生殖質説
ヴァイスマンは1883年、生殖質説を提唱した。それによれば、多細胞生物では遺伝は生殖細胞、つまり精子や卵子のようなものによってのみ引き起こされる。彼がソーマ細胞と呼んだそれ以外の体細胞は遺伝には関係しない。影響は一方通行である。すなわち生殖細胞は多くの生殖細胞と体細胞を作るが、生殖細胞は体細胞がその生涯で得たいかなる変化からも影響を受けない。遺伝情報は体から生殖細胞に伝わることはなく、従って次世代に受け継がれることはない。これをヴァイスマンバリアと呼ぶ。
これがもし正しければ、ジャン＝バティスト・ラマルクによって提案され、ダーウィン自身もあり得ると考えていた獲得形質遺伝説は棄却される。しかしそれは単なるアイディアであり、実証的な実験が必要だと考えた。彼はもちろん、複雑で高度な現代遺伝学のことは全く知らなかったが、体から生殖細胞系列に情報の伝達が行われないことを実験で示そうと試みた。
結果的に彼が示したのは獲得形質遺伝説に信頼できる証拠がないということであり、個体の主体性を重視するラマルキズムを否定できたわけではない。しかし生殖細胞と体細胞、個体発生と進化を区別するヴァイスマンのアイディアは総合説に基づく現在の進化生物学で一般的に受け入れられている。
生殖質説はまた変異の起源をも説明する。彼が変異の源であると当初考えていた用不用説を放棄したために、代案として提案した様々な遺伝物質デテルミナント、ビオフォア、イドを仮定した。しかし表現型の生殖質への影響は否定し続けたものの、環境の影響によってデテルミナントの方向性が変化すると述べ、この仮定は矛盾に満ちた物だった。
ヴァイスマンの研究はメンデルの法則の再発見よりも先に行われた。ヴァイスマンはメンデル遺伝学の受容に消極的だったが、次の世代の遺伝学者たちはすみやかにヴァイスマンとメンデル両方の理論を受け入れた。ヴァイスマンは今日では彼の時代よりも称賛されている。

### ネズミの尾
ヴァイスマンは限られた細胞学の知識と、全体的に言えば間違っている部分が多かった生殖質論を基礎に研究を行った。彼は1,500匹のマウスの尾を20世代にわたって切除し、ラマルク遺伝が存在しないことを「証明した」と現代のテキストでもしばしば引用される。実際には「人工的に切除した親から生まれた5世代901匹の子どもたちはみな尾やその他の器官に何の異常も認められなかった」と述べている。ヴァイスマンは自身の実験の限界に気付いており、親の欠損を受け継ぐ子孫がいるという主張があったために実験に乗り出したのだと明らかにしている。彼は尾を人工的に切除された親が子に影響を与えるという主張を支持する証拠がないと述べた。
しかしラマルクや当時の他のラマルク主義者が要求したのは必要性や意思、意思を通して得られる特徴の遺伝や環境である。ヴァイスマンの実験はこれらとは関係がなかった。哲学者アンリ・ベルクソンは1944年に著書『Creative evolution』でヴァイスマンの実験に対して、ラマルキズムが否定されていないことを解説した。
オーストラリアの免疫学者テッド・スティールはヴァイスマンの結論に異議を唱えた。これはネオ・ラマルキズムと呼ばれている。

### 発生学に関して
ヴァイスマンの想定した生殖質は同時に発生の原理の説明という側面を持っていた。彼によると、生殖質には体の様々な形質を決定する決定因子デテルミナントが含まれている。生殖細胞の分裂ではこれらはすべて等しく受け継がれるが、卵割の場合には、これらが次第に分割され、個々の細胞はそれに応じて分化の可能性を失い、最終的にはある決まった性質の細胞となるのが発生の仕組みであるとする。
この説は実験発生学の発展を支えた。たとえばその創始者であるヴィルヘルム・ルーは二細胞期に片方の細胞を焼き殺して半胚を得たが、これをヴァイスマンの説を証明するものと判断した。これは後に誤りであることが判明するが、そのためには様々な実験が繰り返された。結果的にはこの説はこの方向からは否定される。

## 受賞歴
- 1876年 -　コテニウス・メダル
- 1908年 -　ダーウィン・メダル、ダーウィン＝ウォレス・メダル

## 著作
- Essays upon Heredity (1889) Oxford Clarendon Press – Full online text
- Germ-Plasm, a theory of Heredity (1893) – Full online text
- 1868. Über die Berechtigung der Darwin'schen Theorie: Ein akademischer Vortrag gehalten am 8. Juli 1868 in der Aula der Universität zu Freiburg im Breisgau. Engelmann, Leipzig.
- 1872. Über den Einfluß der Isolierung auf die Artbildung. Engelmann, Leipzig.
- 1875. Studien zur Descendenz-Theorie. I. Ueber den Saison-Dimorphismus der Schmetterlinge. Leipzig.
- 1876. Studien zur Descendenztheorie: II. Ueber die letzten Ursachen der Transmutationen. Leipzig.
- 1883. Die Entstehung der Sexualzellen bei den Hydromedusen: Zugleich ein Beitrag zur Kenntniss des Baues und der Lebenserscheinungen dieser Gruppe. Fischer, Jena.
- 1885. Die Continuität des Keimplasmas als Grundlage einer Theorie der Vererbung. Fischer, Jena.
- 1887. Zur Frage nach der Vererbung erworbener Eigenschaften. In: Biol. Zbl. 6:33–48
- 1887. Über die Zahl der Richtungskörper und über ihre Bedeutung für die Vererbung. Fischer, Jena.
- 1892. Das Keimplasma: eine Theorie der Vererbung. Fischer, Jena.
- 1892. Aufsätze über Vererbung und angewandet biologische Fragen. Fischer, Jena.
- 1893. Die Allmacht der Naturzüchtung: eine Erwiderung an Herbert Spencer. Jena.
- 1902. Vorträge über Deszendenztheorie: Gehalten an der Universität zu Freiburg im Breisgau. Fischer, Jena. 2 Bde.